# Oxyopes notivittatus
Oxyopes notivittatus là một loài nhện trong họ Oxyopidae.
Loài này thuộc chi Oxyopes. Oxyopes notivittatus được Embrik Strand miêu tả năm 1906.